# 佐竹南家
佐竹南家は、清和源氏佐竹氏の分流にあたる武家・士族・華族だった家。戦国時代に常陸国太田城の南に住したため、こう呼ばれる。江戸時代に佐竹氏が出羽国久保田藩（秋田藩）に減転封された後には同藩の一門家臣となり、維新後には士族を経て華族の男爵家に列した。

## 歴史
常陸国の戦国大名佐竹義舜の四男佐竹義里を祖とする。義里は一家を起こして常陸国太田城の南に住したため、佐竹南家と呼ばれるようになった。関ケ原の合戦で西軍に付いた佐竹氏が出羽国久保田藩（秋田藩）に減転封された後の慶長8年（1603年）に佐竹南家は出羽国湯沢を領するようになり、湯沢佐竹とも称された。家禄は8200石（後に5500石）だった。
佐竹義隣の代に明治維新を迎え、戊辰戦争で官軍に従軍して戦功を挙げ、家名が大いに栄えた。佐竹南家は当初士族に列したが、宗家の佐竹義生侯爵が義隣の子義雄への叙爵請願を行い、明治31年（1898年）12月付けで宮内大臣田中光顕に宛てて「勤王功労者叙爵願書」を提出している。その中で佐竹南家について佐竹家の常陸国在封時代に5万石を食み、秋田へ移された後にも実録の増減と関わらず1万石の資格を与えられていたとし、戊辰戦争では家兵を率いて奮戦し、鎮撫使からも東北鎮定の偉功を賞された家であることを指摘し、その勲功により華族の地位が与えるべきことを請願した。この時点では不許可だったものの、明治33年5月5日付けの宮内省当局側審査書類によれば、維新の勲功ある旧藩主一門や旧万石以上陪臣家の国司直行（国司家）、清水資治（清水家）、島津久明（日置島津家）、伊賀氏広（伊賀家）、斯波蕃（斯波家）、佐竹義尚（佐竹北家）、佐竹義遵（佐竹西家）、細川忠穀（細川内膳家）の叙爵が審議された際に義雄についても一緒に審議された。同月8日に義隣の維新の功をもって義雄を華族に取り立てることが明治天皇より裁可され、その翌日には男爵位が与えられた。
3代男爵佐竹義輔の代の昭和前期に佐竹南家男爵家の住居は埼玉県浦和市領家にあった。

## 歴代当主
1. 佐竹義里
2. 佐竹義尚
3. 佐竹義種
4. 佐竹義章
5. 佐竹義著
6. 佐竹義敞
7. 佐竹義安
8. 佐竹義伯
9. 佐竹義持
10. 佐竹義舒
11. 佐竹義以
12. 佐竹義良
13. 佐竹義珍
14. 佐竹義孟
15. 佐竹義誠
16. 佐竹義隣
17. 佐竹義雄
18. 佐竹義質
19. 佐竹義輔
20. 佐竹義惇
21. 佐竹義宏